# Cinnamomum baileyanum
Cinnamomum baileyanum là loài thực vật có hoa trong họ Nguyệt quế. Loài này được (F.Muell. ex F.M.Bailey) Francis miêu tả khoa học đầu tiên năm 1951.